# Pärlbin
Pärlbin (Biastes) är ett släkte av bin som ingår i familjen långtungebin' 

## Artlista
Kladogram enligt Catalogue of Life och Dyntaxa:
| Biastes | \| \| Biastes brevicornis \| \| \| \| \| \| Biastes emarginatus \| \| \| \| \| \| Biastes popovi \| \| \| \| \| \| Biastes schmidti \| \| \| \| \| \| pärlbi \| \| \| \| |
|         | \| \| Biastes brevicornis \| \| \| \| \| \| Biastes emarginatus \| \| \| \| \| \| Biastes popovi \| \| \| \| \| \| Biastes schmidti \| \| \| \| \| \| pärlbi \| \| \| \| |
|         | Biastes brevicornis |
|         | |
|         | Biastes emarginatus |
|         | |
|         | Biastes popovi |
|         | |
|         | Biastes schmidti |
|         | |
|         | pärlbi |
|         | |

## Beskrivning
Arterna är små, svarta till rödsvarta bin med mycket gles behåring och korta antenner. Bakkroppen har ofta vita fläckar med kort, sammanpressad behåring, något som givit upphov till det svenska trivialnamnet. Kroppslängden är 5 till 9 mm.

## Utbredning
Släktet är endemiskt för Europa (det finns alltså bara där).

## Ekologi
De ingående arterna lever som boparasiter hos andra bin; pärlbihonan lägger sina ägg i värdhonans bon, där hennes larv lever av den insamlade näringen efter det värdägget eller -larven dödats. Drabbade arter är solbin, blomdyrkarbin och släktet Systropha. Pärlbiet, den enda art som finns i Sverige och Finland, använder endast solbin som värddjur.

## Arter i Sverige och Finland
Den enda art som finns i Sverige och Finland är pärlbi. Den är rödlistad som sårbar (VU) i båda länderna.